# Karl Friedrich Wilhelm Wander

Karl Friedrich Wilhelm Wander

Karl Friedrich Wilhelm Wander (* 27. Dezember 1803 in Fischbach bei Hirschberg, Schlesien; † 4. Juni 1879 in Quirl, Schlesien) war ein deutscher Pädagoge und Germanist. Er legte die größte existierende Sammlung deutschsprachiger Sprichwörter an.

## Leben und Werk
Karl Friedrich Wilhelm Wander war der älteste Sohn des Dorfschneiders von Fischbach. Er besuchte ab 1810 die dortige Schule. 1818 begann er eine Tischlerlehre in Warmbrunn, die er schon nach einem halben Jahr abbrach, um seinen Wunschberuf Lehrer zu erlernen. Zuerst wurde er vom Dorfpastor, 1822 bis 1824 dann auf dem Bunzlauer Lehrerseminar ausgebildet. Anschließend war er Hilfslehrer in Gießmannsdorf, ehe er 1827 an die evangelische Stadtschule in Hirschberg wechselte. Dort praktizierte er die pestalozzischen Ideen in seinem Mutterspracheunterricht. Außerdem setzte er sich für die Lehreremanzipation ein. Seine freiheitliche, manchmal als kommunistisch bezeichnete Einstellung führte oft zu Reibereien mit seinen Vorgesetzten. Dies führte 1845 zu einer Hausdurchsuchung und zur Amtsenthebung. 1847 wurde er nach einem Freispruch zwar wieder eingesetzt, nach der Märzrevolution 1848 musste er 1849 den Lehrerberuf aber endgültig aufgeben. Er wurde als „Aufwiegler und Verführer zu Aufruhr und Rebellion“ entlassen. Er wanderte 1850 in die USA aus, kehrte aber im Jahr darauf wieder nach Deutschland zurück. 1852 machte er sich mit einem Gewürzgeschäft in Hermsdorf selbständig. 1874 zog er nach Quirl, einem Dorf zwischen Hirschberg und Schmiedeberg um, wo er 1879 starb.
Sein Lebenswerk war die Sprichwortforschung. Schon als Lehrer sammelte er diese und setzte sie für Unterrichtszwecke ein. Er veröffentlichte verschiedene Sprichwortsammlungen, zuerst für Kinder. Ab 1862 entstand dann sein Deutsches Sprichwörter-Lexikon, die mit über 250.000 Einträgen in fünf Bänden bis heute größte Sammlung von Sprichwörtern (nach Walther Killy: Literaturlexikon). Zu zahlreichen deutschen Sprichwörtern gibt Wander auch Entsprechungen in vielen Fremdsprachen an.

## Ehrungen
In der DDR galt er als Wegbereiter von Liberalismus zu Sozialismus. So trugen die Pädagogische Hochschule in Dresden und Schulen in Magdeburg, Leipzig und Gardelegen (bis heute) seinen Namen. Ebenfalls wurde in der DDR die Carl-Friedrich-Wilhelm-Wander-Medaille an Lehrer verliehen.

## Werke

### Pädagogische Werke
- Der Satz in seiner Allseitigkeit. Selbstverlag, Hirschberg 1829
- Vollständige Übungsschule der deutschen Rechtschreibung. Heymann, Glogau 1831
- Leseschule. Hirschberg 1833 (unter dem Pseudonym Willmann Rorig)
- Geschichtsblikke. 6 Teile (Januar bis Juni), Hennings, Neisse 1835–1838
- Der deutschen Sprache Lustgarten. Heymann, Berlin 1839
- Schlesische Schulpräparanden-Bildung. Nesener, Hirschberg, 1840
- Vollständiger Aufgabenschatz für Sprachschüler in Volksschulen oder Aufgaben für alle Zweige des Unterrichts in der Muttersprache. 6 Teile, Heymann, Berlin 1841–1843
- Die Volksschule als Staatsanstalt. Wigand, Leipzig 1842
- Der geschmähete Diesterweg. Wigand, Leipzig 1843
- Theologischer, das ist unumstößlicher Beweis, daß die Schule die Dienstmagd der Kirche. Wigand, Leipzig 1844
- Erster Führer durch den deutschen Dichterhain. Korn, Breslau 1845
- Pädagogische Briefe vom Rhein. Verlag von Heinrich Hoff, Mannheim 1845 (unter dem Pseudonym B. G. Wuntschli)
- Bibliothek der neuesten Land- und Seereisen für die Jugend bearbeitet. Lucas, Hirschberg 1845
- Die poetische Kinderwelt. Verlags-Comptoir, Grimma 1845
- Sprachbuch für Stadt- und Landschulen. Hirschberg 1846
- Offenes Sendschreiben an Seine Excellenz, den Königl. Preuß. Minister der Geistlichen-, Unterrichts- und Medicinal-Angelegenheiten, Herrn Dr. Eichhorn. Wigand, Leipzig 1846
- Briefe von der Elbe über pädagogisch-politisch-religiöse Tagesfragen. Wigand, Leipzig 1846 (unter dem Pseudonym Arnold Salzmann)
- Zeittafel für den Geschichtsunterricht. Hirschberg 1847
- Fünf Jahre aus dem Leben eines deutschen Volksschullehrers. Verlags-Comptoirs, Grimma 1848
- Die alte Volksschule und die neue. Trewendt, Breslau 1848
- Deutscher Schul-, Haus- und Kinderfreund. Verlags-Comptoir, Grimma [1848]
- Pädagogischer Wächter. Hirschberg und Bunzlau 1849–1852 (Zeitschrift, 4 Ausgaben)
- Ernst Will oder das Leben in der Gemeinde Strebmannsdorf, Verlagshandlung des Allgemeinen Deutschen Volksschriften-Vereins. Berlin 1848 BSB
- Taschenkatechismus für das Volk. Hirschberg 1849; 2. Auflage, Rosenthal, Hirschberg 1850
- Briefe von der Oder über pädagogische, religiöse und politische Zustände. Kollmann, Leipzig 1850 (unter dem Pseudonym Ernst Pfeffer)
- Auswanderungs-Katechismus. Flemming, Glogau 1852 (Neudruck Lang, Bern [u. a.] 1988, ISBN 3-261-03799-7)
- Die Niederlassung des Lehrer Wander in Löwenberg. Würger, Hamburg 1855
- Eine Petition für eine bessere Landgemeindeverfassung. Franz Duncker, Berlin 1860
- Der Mordversuch gegen den Lehrer Wander vor den Geschwornen zu Jauer. Neustadt 1861
- Drei Jahre aus meinem Leben. Verlag der Genossenschafts-Buchdruckerei, Leipzig 1878
- Gerd Hohendorf (Hrsg.): Der Kampf um die Schule. Bildungspolitische und pädagogische Schriften. 2 Bände, Volk und Wissen, Berlin 1979
- Ludwig Barth und Werner Jokubeit (Hrsg.); Peter Beirich (Illustrationen): … erglüht für seinen herrlichen Beruf. Aus den Schriften des Pädagogen Karl Friedrich Wilhelm Wander. Deutscher Verlag der Wissenschaften, Berlin 1989, ISBN 3-326-00410-9

### Sprichwortsammlungen
- Scheidemünze. J. S. Landolt, Hirschberg 1831
- Weihnachtsnüsse. Nesener in Komm., Hirschberg 1832 Staatsbibliothek Berlin
- Nüsse für Kinder aufs ganze Jahr. Zimmer, Hirschberg 1835
- Allgemeiner Sprichwörterschatz. Zimmer, Hirschberg 1836 (Nachdruck unter dem Titel Das Sprichwort, Lang, Bern 1983, ISBN 3-261-03249-9)
- Der Sprichwörtergarten. Kohn, Breslau 1838
- Abrahamisches Parömiakon oder Die Sprichwörter des Abraham a Sancta Clara. Kohn, Breslau 1838
- Deutsches Sprichwörter-Lexikon. 5 Bände, Brockhaus, Leipzig 1867–1880 (Nachdrucke von Scientia-Verl, Aalen 1963; Wissenschaftliche Buchgesellschaft, Darmstadt 1970, ISBN 3-534-01401-4; Akademische Verlagsgesellschaft Athenaion, Kettwig 1987. Auch als CD-ROM erschienen sowie auf DVD im Jubiläumsband Sprache der Digitalen Bibliothek, 2007: ISBN 978-3-89853-257-0)
- Politisches Sprichwörterbrevier. Wigand, Leipzig 1872 BSB (Nachdruck Lang, Bern [u. a.] 1990, ISBN 3-261-04232-X)

### Monografien
- Friedrich Wilhelm Pfeiffer: Karl Friedrich Wilhelm Wander, weiland Lehrer zu Hirschberg in Schlesien, jetzt Schriftsteller in Quirl bei Schmiedeberg. Friedrich Korn’sche Buchhandlung, Nürnberg 1879 (Die Volksschule des XIX. Jahrhunderts. Biographien hervorragender Schulmänner, 12. Lieferung), S. 744–786 (Digitalisat)
- Otto Ruysch (Pseudonym für Otto Kemmer): Der „rote Wander“ (Ein Lebensbild K.F.W. Wanders). Carl F.W. Voelkner, Hamburg 1892. (Dem Verfasser stand der Nachlass zur Verfügung)
- Hugo Wander (Hrsg.): Karl Friedrich Wilhelm Wander. Ein deutscher Schul- und Volksmann des 19. Jahrhunderts. Selbstverlag, Quirl 1903
- Rudolf Hoffmann: Der „Rote Wander“. Ein Bild aus den trübsten Tagen der deutschen Volksschule und ihrer Lehrer. Zum 125. Geburtstage und 50. Todestage K. F. W. Wanders. Beltz, Langensalza 1929; Neubearbeitung von Friedrich Heilmann: Werden und Wirken, Weimar 1948
- Rudolf Hoffmann: Karl Friedrich Wilhelm Wander. Eine Studie über den Zusammenhang von Politik und Pädagogik im 19. Jahrhundert. Beltz, Langensalza 1929; zugleich: Philosophische Dissertation, Erlangen 1929
- Fritz Thiele: Der „rote“ Wander und seine Zeit. Erinnerungsblätter zum 150. Geburtstag Friedrich Wilhelm Wanders (geb. 27.12.1803, gest. 4.6.1879). Arbeitsgemeinschaft Deutscher Lehrerverbände, Darmstadt 1953
- Ernst Eichler (Leiter): Karl Friedrich Wilhelm Wander 1803–1879. Volk und Wissen, Berlin 1954
- Annelies Herzog: Karl Friedrich Wilhelm Wander als Sammler und Bearbeiter des deutschen Sprichwortschatzes. Dissertation, Technische Hochschule Dresden, 29. April 1957
- Franz Hofmann: Karl Friedrich Wilhelm Wander. Volk und Wissen, Berlin 1961
- Heinz Kurze: Der politische und schulpolitische Kampf K. F. W. Wanders in der bürgerlich-demokratischen Revolution 1848/49. Volk und Wissen, Berlin 1982; unter dem Titel Der politische und schulpolitische Kampf Karl Friedrich Wilhelm Wanders in der bürgerlich-demokratischen Revolution von 1848. Dissertation, Pädagogische Hochschule Potsdam, 21. Oktober 1965
- Gerd Hohendorf (Leiter): Karl Friedrich Wilhelm Wander (1803–1879). Pädagogische Hochschule, Dresden 1978 (Auswahlbibliographie)
- Karl Friedrich Wilhelm Wander und die bildungspolitisch-pädagogischen Bewegungen in der Mitte des 19. Jahrhunderts. Protokoll der Wander-Ehrung 1979. [ohne Verlag], Dresden 1979
- Oskar Geppert: Der freisinnige Schulmann Karl Friedrich Wilhelm Wander. Dissertation, Universität Gießen, 1988
- Diethelm Krause-Hotopp: Der junge Wander. Ein Beitrag zur Geschichte des niederen Schulwesens in Preußen während der Restauration (= Braunschweiger Arbeiten zur Schulpädagogik, Band 5). Technische Universität Braunschweig, 1989; zugleich: Dissertation, Technische Universität Braunschweig, 1989 (mit ausführlichem Werk- und Literaturverzeichnis)
- Jürgen Schäfer: Karl Friedrich Wilhelm Wanders Sprachbücher (= Beiträge zur Geschichte des Deutschunterrichts, Band 40). Lang, Frankfurt am Main [u. a.] 1999, ISBN 3-631-31675-5

### Weitere Literatur
- Karl Gabriel Nowack: Schlesisches Schriftstellerlexikon. Heft 6, Korn, Breslau 1843
- Wander, Karl Friedrich Wilhelm. In: Allgemeiner Polizei-Anzeiger hrsg. von Friedrich Eberhardt, Dresden 1851, S. 21–22. Digitalisat
- Johann B. Heindl: Galerie berühmter Pädagogen. Band 2, Finsterlin, München 1859
- Ludwig Julius Fränkel: Wander, Friedrich Wilhelm. In: Allgemeine Deutsche Biographie (ADB). Band 41, Duncker & Humblot, Leipzig 1896, S. 139–143.
- D. Oppermann: Karl Friedrich Wilhelm Wander. In: Günther Wolgast und Joachim H. Knoll: Biographisches Handwörterbuch der Erwachsenenbildung. Burg-Verlag, Stuttgart und Bonn 1986, ISBN 3-922801-84-6
- Wolfgang Mieder: Wander, Karl Friedrich Wilhelm. In: Walther Killy (Hrsg.): Literaturlexikon. Bertelsmann-Lexikon-Verlag, Gütersloh und München 1988–1992, Band 12, ISBN 3-570-04682-6
- Diethelm Krause-Hotopp: Wander, Wilhelm. In: Neue Deutsche Biographie (NDB). Band 27, Duncker & Humblot, Berlin 2020, ISBN 978-3-428-11208-1, S. 397–399 (Digitalisat).